# Diana (canción)
«Diana» es una canción compuesta en 1995 por el músico argentino Luis Alberto Spinetta, interpretada por la banda Spinetta y los Socios del Desierto en el álbum homónimo de 1997, primero de la banda y 25º en el que tiene participación decisiva Spinetta. 
El tema fue estrenado en el recital realizado en Bariloche el 10 de agosto de 1995. Spinetta y los Socios del Desierto fue un trío integrado por Marcelo Torres (bajo), Daniel Wirtz (batería) y Luis Alberto Spinetta (guitarra y voz).

## Contexto
El tema pertenece al álbum doble Spinetta y los Socios del Desierto, el primero de los cuatro álbumes de la banda homónima, integrada por Luis Alberto Spinetta (voz y guitarra), Marcelo Torres (bajo) y Daniel Wirtz (batería). El trío había sido formada en 1994 a iniciativa de Spinetta, con el fin de volver a sus raíces roqueras, con una banda de garaje. Los Socios ganaron una amplia popularidad, realizando conciertos multitudinarios en Argentina y Chile.
El álbum doble Spinetta y los Socios del Desierto ha sido considerado como una "cumbre" de la última etapa creativa de Luis Alberto Spinetta. El álbum fue grabado en 1995, pero recién pudo ser editado en 1997, debido a la negativa de las principales compañías discográficas, a aceptar las condiciones artísticas y económicas que exigía Spinetta, lo que lo llevó a una fuerte confrontación pública con las mismas y algunos medios de prensa.
El disco coincide con un momento del mundo caracterizado por el auge de la globalización y las atrocidades de la Guerra de Bosnia -sobre la cual el álbum incluye un tema-. En Argentina coincide con un momento de profundo cambio social, con la aparición de la desocupación de masas -luego de más de medio siglo sin conocer el fenómeno, la criminalidad -casi inexistente hasta ese momento-, la desaparición de la famosa clase media argentina y la aparición de una sociedad fracturada, con un enorme sector precario y marginado, que fue la contracara del pequeño sector beneficiado que se autodenominó como los "ricos y famosos".

## El tema
Es el octavo track del Disco 1 del álbum doble. Se trata de una balada suave, un tema de amor. El tema no fue incluido en los recitales de la banda de 1995 y 1996, para ser interpretado públicamente recién en enero de 1997, en el concierto brindado en la Plaza de las Naciones Unidas de Buenos Aires.
La letra, relatada en segunda persona, es una confesión de amor y pasión ("Diana tu corazón arde en mí"), acompañada de una pregunta angustiosa: "¿Acaso yo sería feliz? No lo sé." La canción concluye con una propuesta de él a ella: "oye, solo oye la canción, una vez más".

Mañana, mañana cuando sea de nuevo abril
Diana tal vez yo seré feliz
oh no sé, ah...

Oye, solo oye
oye la canción así
una vez más, uh uh
"Diana" (fragmento)

Al igual que en el tema posterior, "Oh! Magnolia" y otros temas de amor del disco ("Cuentas de un collar", "Mi sueño de hoy", "Jazmín"), Spinetta expresa sus temores frente a los interrogantes que le despiertan una intensa relación amorosa. Si en "Diana" se pregunta "¿Acaso yo sería feliz?", en "Oh! Magnolia" se preguntará "¿Serás tú mi magnolia para siempre?". Ambas canciones, por otra parte mencionan a la lluvia.
El tema fue estrenado el 10 de agosto de 1995 en Bariloche. En esa ocasión Spinetta lo presentó con las siguientes palabras:

Ahora vamos a tocar un tema nuevo, de la nueva camada de temas. Se llama Diana. No estuve muy original con el título, pero no importa, lo hice con sentimiento. Y por otro lado, los que están haciendo la colimba (servicio militar) y todos los días le tocan diana... me van a odiar. Pero yo lo hice con mucho amor.
Luis Alberto Spinetta

En la versión original del álbum la letra utiliza varias veces el condicional para preguntarse "¿acaso yo sería feliz?"; en 1997 Spinetta cambió la letra leve pero sugestivamente, utilizando siempre el futuro perfecto: "¿acaso yo seré feliz?". Con respecto a su vida amorosa, cuando el tema fue grabado, en la segunda mitad de 1995, cuando Spinetta aún se encontraba formalmente casado y su relación con Carolina Peleritti recién había comenzado y era mantenida en reserva por la pareja. En 1997, cuando el álbum fue lanzado, Spinetta ya se había divorciado y la relación con Peleritti era pública. Finalmente la relación finalizaría en 1999.